# Volrammos
Volrammos (vars titel är ordet "Sommarlov" baklänges) sändes som sommarlovsprogram i SVT måndag–fredag 15 juni–14 augusti 1992. De båda utomjordingarna Retep (Peter Hellström) och Negröj (Jörgen Balkow) kraschlandar på jorden och träffar Arlette (Arlette Brorson-Kaiser) med hunden Hoffman. Serien går ut på att försöka få hem de båda utomjordingarna till sin planet Tåkab (Bakåt, syftning på att de pratar baklänges och att deras namn och programserien läses baklänges).
Programmet och tävlingarna hade rymden som tema, bland annat rymdbock. 
Medverkande:
- Arlette Brorson-Kaiser - Arlette
- Jörgen Balkow - Negröj
- Peter Hellström - Retep
- Alf Pilnäs (sista avsnittet)
- Konga Mud Drivers (sista avsnittet)